# Strýček Skrblík

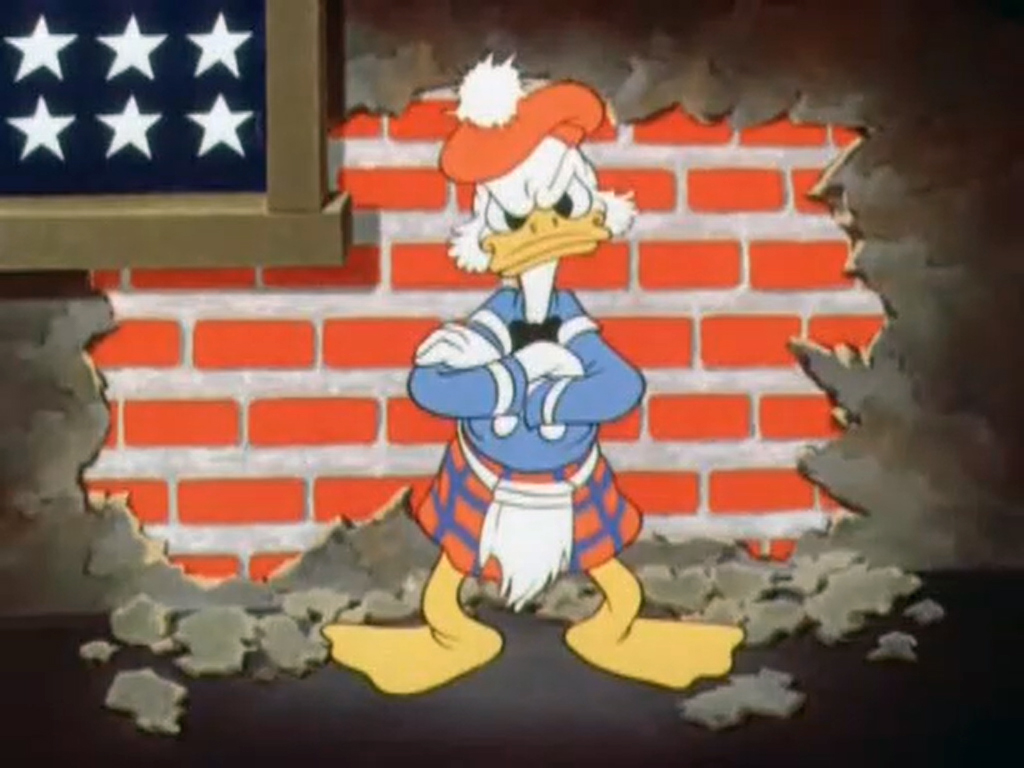
Strýček Skrblík

Strýček Skrblík (v anglickém originále Uncle Scrooge), celým jménem Skrblík McKvák (v anglickém originále Scrooge McDuck), je fiktivní postava vytvořená v roce 1947 Carlem Barksem pro The Walt Disney Company. Žije ve městě Kačerov (které je také rodným městem Kačera Donalda a Dulíka, Bubíka a Kulíka) ve fiktivním americkém státě Kalisota (spojení Kalifornie a Minnesoty). Skrblík, pojmenovaný po lakomém Ebenezerovi Scroogeovi (česky Vydřigroš), který je hlavní postavou novely Charlese Dickense z roku 1843 „Vánoční koleda“, je neuvěřitelně bohatý obchodní magnát a samozvaný „dobrodružný kapitalista“, jehož dominantními charakterovými rysy jsou jeho bohatství, spořivost a tendence hledat další bohatství prostřednictvím dobrodružství. Založil fiktivní společnost McDuck Enterprises. Je strýcem Kačera Donalda a prastrýc Dulíka, Bubíka a Kulíka z matčiny strany. Skrblík byl zpočátku charakterizován jako chamtivý lakomec a antagonista (jako byl původní Scrooge Charlese Dickense), ale v pozdějších dílech televizního seriálu Kačeří příběhy byl často zobrazován jako spořivý hrdina, dobrodruh a průzkumník. Jedná se o skotsko-amerického antropomorfního pekingského kačera. Má žlutooranžový zobák, nohy a chodidla. Obvykle nosí červený nebo modrý redingot (druh kabátu), cylindr, cvikr (skřipec) brýle a kamaše. V Kačeřích příbězích mluví skotským přízvukem.

## Charakteristika

### Přehled
Postava je téměř výlučně zobrazena jako postava, která se vypracovala na finanční žebříček ze skromných imigrantních kořenů. Předpokládá se, že jeho vlastnosti jsou silně inspirovány skutečným, neuvěřitelně bohatým skotsko-americkým obchodním magnátem Andrewem Carnegiem a také Ebenezerem Scroogem. Komiksová série Život a doba Skrblíka McKváka, kterou napsal a nakreslil Don Rosa, ukazuje Skrblíkův fiktivní život. Jako malý chlapec se ujme práce leštění bot ve svém rodném městě Glasgow. Rozhodující okamžik přichází v roce 1877, kdy mu dělník zaplatí americkým desetníkem z roku 1875, který je v Glasgow už nepoužitelný jako platidlo. Jaký druh mince dostal, si všimne až poté, co muž odešel. Rozzuřený Skrblík přísahá, že už nikdy nebude zneužit, že bude "silnější než siláci a chytřejší než chytráci." Zaujímá pozici palubního chlapce na dobytčí lodi Clyde do Spojených států, aby ve svých 13 letech zbohatl. V roce 1898 po mnoha dobrodružstvích nakonec skončí na Klondike, kde najde zlatou skálu o velikosti husího vejce. V následujícím roce vydělal svých prvních 1 000 000 dolarů a koupil listinu pro Killmule Hill od Caseyho Coota, syna Clintona Coota a vnuka Corneliuse Coota, zakladatele Kačerova. Nakonec v tomto městě skončí v roce 1902. Po několika dramatických událostech, kdy čelí současně Rafanům a prezidentu Theodoru Rooseveltovi, strhne zbytek staré pevnosti Kačerova a postaví svou slavnou Pokladnici. V následujících letech Skrblík cestuje po celém světě, aby zvýšil své jmění. Když se konečně vrátí do Kačerova, je nejbohatším kačerem na světě, kterému konkurují pouze Hamoun Držgrešle. Jeho zkušenosti ho však změnily v nepřátelského lakomce a jeho rodina ho opouští znechucena jeho novou osobností.

### Bohatství
Součet Skrblíkova bohatství je nejasný. V epizodě Kačeřích příběhů „Peníze tečou“ Fenton Crackshell (účetní Skrblíka) poznamenává, že McKvákův zásobník na peníze obsahuje „607 tilionů 386 zilionů 947 bilionů 522 miliard dolarů a 36 centů“. Časopis Forbes se občas pokusil odhadnout Skrblíkovo bohatství v reálných hodnotách. V roce 2007 časopis odhadoval jeho majetek na 28,8 miliardy dolarů. Do roku 2011 vzrostla na 44,1 miliardy dolarů kvůli růstu cen zlata.

### Vzdělání
Skrblík nikdy nedokončil formální vzdělání, protože školu opustil v raném věku. Má však bystrou mysl a je vždy připraven učit se novým dovednostem. Díky svému sekundárnímu povolání hledače pokladů se stal něčím jako amatérským archeologem. Skrblík se často rozhodne pátrat po možné pravdě za starými legendami nebo objeví nejasné odkazy na aktivity dávných dobyvatelů, průzkumníků a vojevůdců, které považuje za dostatečně zajímavé, aby zahájil novou výpravu. V důsledku svého výzkumu si vybudoval rozsáhlou osobní knihovnu, která obsahuje mnoho vzácných svazků. Mezi ně patří ceněné kusy téměř kompletní sbírky španělských a holandských námořních deníků 16. a 17. století. Jejich odkazy na osudy jiných lodí mu často umožnily najít potopená plavidla a získat jejich poklady z jejich vodních hrobů. Skrblík, který je většinou samouk, pevně věří rčení „znalost je síla“. Je také uznávaný lingvista a podnikatel, který se naučil mluvit několika různými jazyky během svých obchodních cest po celém světě, prodával ledničky Eskymákům, větrné mlýny výrobcům větrných mlýnů v Nizozemsku atd.

## Kačeří příběhy
V sérii Kačeří příběhy Skrblík adoptoval synovce (když se Donald připojil k námořnictvu a je pryč na služební cestě), a v důsledku toho jsou jeho temnější osobnostní rysy zmírněny. Zatímco většina jeho osobnosti zůstala z komiksů, v animovaném filmu je výrazně optimističtější a vyrovnanější. V rané epizodě Skrblík připisuje svůj zlepšený temperament synovcům a Kačence (vnučce jeho hospodyně, která přichází bydlet do Skrblíkova sídla) a řekl, že „poprvé od doby, kdy jsem opustil Skotsko, mám rodinu“. Ačkoli Skrblík není v komiksu tyranský, málokdy je tak otevřeně láskyplný. Zatímco v Kačeřích příbězích stále pátrá po pokladu, mnoho epizod se zaměřuje na jeho pokusy mařit padouchy. S penězi však zůstává stejně těsný jako vždy. Ale je také přátelský a trpělivý ke své rodině a přátelům.
Skrblík projevuje přísný kodex cti, který trvá na tom, že jediným platným způsobem, jak získat bohatství, je „vydělat si ho na pravou míru“, a jde do velké míry, aby zmařil ty (někdy i jeho vlastní synovce), kteří získávají peníze nepoctivě. Tento kód mu také brání v tom, aby byl sám někdy nepoctivý, a prohlašuje, že „Skrblíkovo McKvákovo slovo je dobré jako zlato“. Vyjadřuje také velké znechucení nad tím, že na něj ostatní pohlížejí jako na chamtivého lháře a podvodníka.

### Hlas
Jedna část Skrblíkovy persony je jeho skotský přízvuk. V originálním znění ho v roce 1960 nadaboval Dallas McKennon. Když měl později svůj debut v roce 1967, nadaboval ho Bill Thompson. V české scéně ho dabovali dva dabéři, Mirko Musil a Jiří Knot.